# Cerynea ignetincta
Cerynea ignetincta är en fjärilsart som beskrevs av Emilio Berio 1959. Cerynea ignetincta ingår i släktet Cerynea och familjen nattflyn. Inga underarter finns listade i Catalogue of Life.